# グッド・ハロー
『グッド・ハロー』は、和田尚子による日本の漫画作品。
横浜を舞台に、「good-bye & hello」という曲を主題としたオムニバス作品で、2007年から2009年にかけて全4話が『デラックスマーガレット』（集英社）に掲載された。単行本はマーガレットコミックスより全1巻 (ISBN 978-4-08-846447-3) 。

## あらすじ
転校が決まってから親友の元カレが好きだということに気付いた南、家庭教師の大学生を好きになってしまった理亜、中学の同級生を想い続ける穂（みのる）、予備校の同級生を好きになってしまった美沙、「good-bye & hello」という1曲の歌が気持ちを繋げていく。

## 登場人物
白川 南（しらかわ みなみ）
横浜聖山手女子学院（以下、Y女）2年生。親の仕事の都合で転校を繰り返してきた。世良にCDを貰ってLHのファンに。
西條 理亜（さいじょう りあ）
Y女の2年生。南の親友。ブラスバンド部。美人で、家は学内でも群を抜く資産家。南に紹介されてLHのファンに。
世良 剛（せら つよし）
高1の夏に3カ月だけ付き合った理亜の元彼。
太久朗（たくろう）
理亜の家庭教師。医大生。医者の家系。
高輪 穂（たかなわ みのる）
理亜のクラスメイト。LHのファン。幼稚園からエスカレーター式のY女で数少ない高校入学組。周りの金銭感覚に馴染めない。
坂崎 淳（さかざき じゅん）
穂の中学校の同級生。サッカー推薦で今の高校（男子校）に入った。
佐倉 美沙（さくら みさ）
Y女の3年生。チアリーディング部。LHのファン。予備校の他校生にKYと言われる。
桐沢（きりさわ）
美沙と同じ予備校に通う他校生。LHのファン。
LH
メンバー全員が横浜出身のバンド。路上ライブから始めて人気が出始めた。